# CC (кіт)

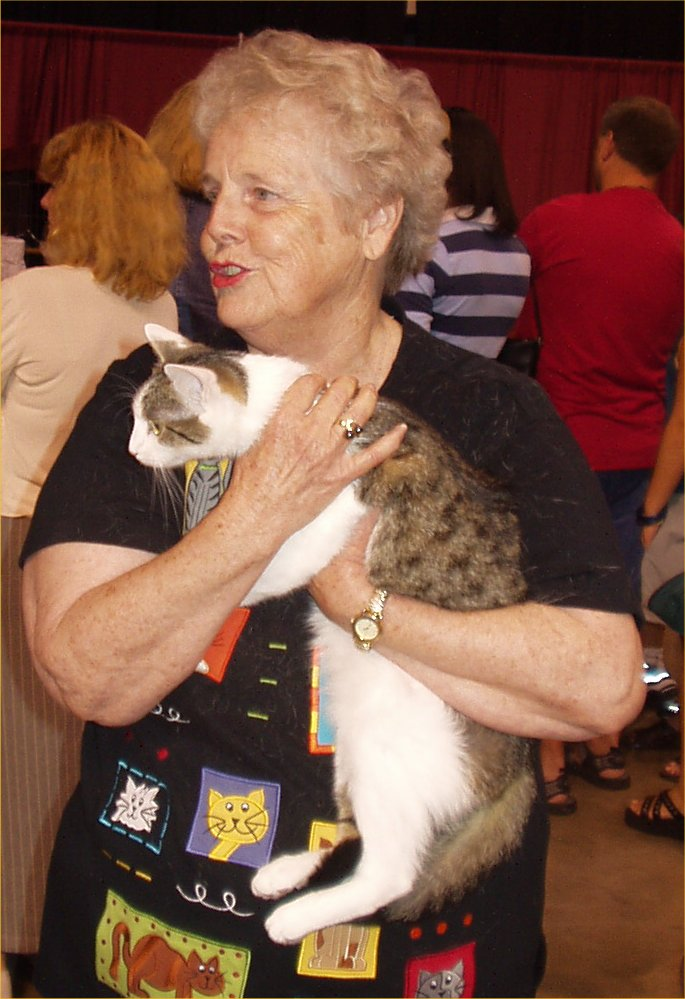
Перша клонована кішта у віці двох років, у 2003 році, з власницею у Колледж-Стейшен, Техас, США

CC — перша клонована кішка, народжена 22 грудня 2001 року. Її ім'я — це акронім до Carbon Copy або Copy Cat. Стала першою клонованою домашньою твариною. Донором яйцеклітини стала кішка таббі, а донором генетичного матеріалу — короткошерста трикольорова кішка, на ім'я Рейнбоу. Для клонування використано метод трасферу ядра, той самий, що під час клонуванні вівці Доллі. CC дещо різниться від Рейнбоу забарвленням, через випадкову активацію гена, відповідального за колір шерсті.
CC — єдина вціліла кішка з 87 клонових ембріонів. Про успіх клонування стало відомо у лютому 2002 року. Народилася в Коледжі ветеринарної медицини, у Техаському університеті A&M. Керівником проєкту був доктор Марк Вестусін за фінансової підтримки фірми «Genetic Savings & Clone», яка мала намір черпати прибуток від клонування померлих домашніх тварин для їхніх власників.
Операція CC була експериментом у більшому проєкті, відомому як «Missyplicity», що мала за мету клонування домашнього пса, на ім'я Міссі. Його власником був Джон Сперлінг, засновник університету.
У вересні 2006 року CC привела у світ чотирьох кошенят, ставши першою клонованою кішкою, що народила.
CC мешкала у будинку Ширлі Кремер, однієї з учасниць операції. Кішка померла 3 березня 2020 року у віці 18 років..